# Miroslav Radačovský
Miroslav Radačovský  (* 24. září 1953 Ľutina) je slovenský politik a bývalý soudce, v letech 2019–2024 poslanec Evropského parlamentu, od roku 2025 poslanec Národní rady SR. Od roku 2021 působí jako předseda politické strany Slovenský patriot, za níž na Slovensku neúspěšně kandidoval jako lídr kandidátky pro volby do Evropského parlamentu v roce 2024.

## Život
Mezi lety 1973 až 1978 studoval Právnickou fakultu Univerzity Pavla Jozefa Šafárika v Košicích, kde roku 1981 složil rigorózní zkoušku (titul JUDr.). Téhož roku byl Slovenskou národní radou zvolen soudcem, této profesi se věnoval na krajské a okresní úrovni nepřetržitě až do roku 2018.
Od roku 2021 je předsedou strany Slovenský patriot, kterou založil. Jako člen Evropského parlamentu byl veden jako nezařazený, v roce 2019 do něj kandidoval na kandidátce strany Kotlebovci – Ľudová strana Naše Slovensko.
Na osobních webových stránkách uváděl, že do širšího povědomí se dostal svým verdiktem ve věci pozemkového sporu tehdejšího prezidenta SR Andreje Kisky.
Do širšího povědomí se ovšem dostal už podstatně dříve a to v roce 1999 kdy při rutinní dopravní kontrole v Košicích u něho policisté našli 18 skládaček kokainu a nelegálně držanou kulovnici. Soudce se hájil, že všechno našel v bytě svého syna a aby ho uchránil před problémy, věci vzal a chtěl se jich zbavit. V roce 2012 po mnoha jednáních a odvoláních byl soudce Radačovský žilinským krajským soudem definitivně osvobozen.
Taktéž na sebe upozornil v dubnu 2024. když po svém zhruba dvouminutovém projevu za řečnickým pultem Evropského parlamentu vytáhl z brašny pod sakem a vypustil "holubici míru".
V parlamentních volbách v roce 2023 neúspěšně kandidoval na funkci poslance NR SR za SNS, ale neuspěl. Na funkci poslance mohl nastoupit díky tzv. klouzavému mandátu a účasti poslanců SNS ve vládní koalici již krátce po volbách, nicméně mandát poslance uplatnit odmítnul. V evropských volbách v roce 2024 kandidoval jako lídr kandidátní listiny hnutí Slovenský patriot, ale nebyl zvolen.
V březnu 2025 se nicméně stal poslancem Národní rady Slovenské republiky jako náhradník za nově jmenovaného ministerstva cestovního ruchu a sportu Rudolfa Huliaka (tentokrát již mandát přijal). Odmítl se ale stát členem poslaneckého klubu SNS a uvedl, že komunikovat chce jen se stranou SMER-SD. Vládní koalici se však rozhodl podporovat.
V červnu 2025 uvedl, že by odmítl podpořit vládu, jejíž součástí by bylo hnutí Republika. Dále uvedl, že Rusko nepovažuje v kontextu ruské invaze na Ukrajinu za agresora.